# Ween
Ween – amerykańska grupa rockowa założona w 1984, w New Hope w Pensylwanii. Jej założycielami są szkolni przyjaciele: wokalista Aaron Freeman (znany jako Gene Ween) oraz gitarzysta Mickey Melchiondo (Dean Ween). Muzyka Ween oscyluje wokół niemal wszystkich znanych gatunków rocka, łącznie z rockiem psychodelicznym i lo-fi, stąd niektórzy krytycy stosują dla niej nazwę "meta-rock". Większość kompozycji grupy charakteryzuje się nieco odrealnionym, często eksperymentalnym brzmieniem oraz tekstem pełnym absurdalnego, czarnego humoru. Tłem dla ich powstania były niejednokrotnie doświadczenia związane z używaniem przez Gene’a Weena narkotyków i substancji psychoaktywnych.
Debiutem Ween była płyta God-Ween-Satan prezentująca agresywne, prowokujące brzmienie. Za największe osiągnięcie zespołu uważa się płytę Mollusk, której klimat jest na ogół spokojny i melancholijny, bliższy rockowi progresywnemu.

## Dyskografia

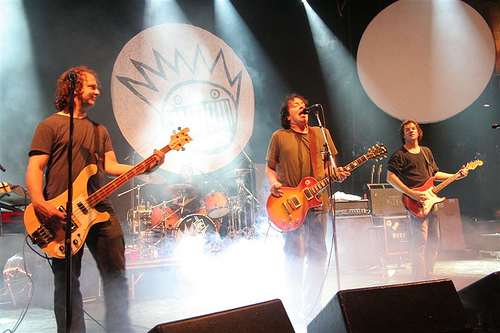

- GodWeenSatan: The Oneness (1990)
- The Pod (1991)
- Pure Guava (1992)
- Chocolate and Cheese (1994)
- 12 Golden Country Greats (1996)
- The Mollusk (1997)
- Craters of the Sac (1999)
- White Pepper (2000)
- Quebec (2003)
- Shinola, Vol. 1 (2005)
- La Cucaracha (2007)